# La Seconda Genesi
La Seconda Genesi è stato un gruppo musicale italiano di rock progressivo.

## Storia del gruppo
Il complesso nasce nel 1971 dalle ceneri dei Rokketti, di cui hanno fatto parte due musicisti, Gianni Bonavera ed Alberto Rocchetti, e dall'incontro di essi con alcuni musicisti di Viterbo con esperienze nel beat: Paride De Carli e Pier Sandro Leoni avevano suonato infatti nel decennio precedente nel Peppermint Group (che avevano partecipato anche al celebre Torneo nazionale Rapallo Davoli) e nei Mhanas.
Dopo aver composto e provato il nuovo materiale, con influssi jazz, riescono a suscitare l'interesse di Giuseppe Cassia, che li mette sotto contratto per la sua casa discografica, la Picci: viene così stampato l'album Tutto deve finire.
Il disco, che non riscuote all'epoca alcun successo commerciale, è stato riscoperto negli anni '90 ed è stato ristampato in CD e diffuso anche fuori dall'Italia, ottenendo un buon successo soprattutto in Giappone.
Il gruppo partecipa ad alcuni festival pop, tra cui quello di Villa Pamphili in cui presenta l'intero album, inoltre è presente in molti dischi di altri artisti realizzati dalla stessa etichetta, e nel disco solista di Paride De Carli, realizzato con la denominazione "Paride e gli Stereo Quattro" (ristampato nel 2002 insieme all'album de La Seconda Genesi).
Dopo altre esibizioni il gruppo si scioglie.

## Formazione
- Alberto Rocchetti: voce, tastiere
- Paride De Carli: chitarre
- Nazzareno Spaccia: basso
- Pier Sandro Leoni: batteria
- Gianni Bonavera: sax, flauto

## Discografia
Album in studio
- 1972 - Tutto deve finire